# イタリア北部地震
イタリア北部地震（イタリアほくぶじしん）は、2012年5月20日、現地時間04時03分（UTC 02時03分）にイタリア共和国北部で発生したマグニチュード6.0の地震である。震源はボローニャ市から北へ36キロメートルの地点で、サン・フェリーチェ・スル・パーナロ付近である。震源の深さは5.1 kmである。5月29日にも同じ領域でMw5.8の余震が発生した。

## 被害
地震の第一報にはフェラーラの工場の従業員が死亡した事も含まれている。また同市の市民3000人が避難した。震源周辺の街の教会が被害を受けた。フェラーラ市街の中心にある14世紀に建造されたエステンセ城の塔がこの地震によって損壊したほか、多くの歴史的建造物も被害を受けた。

## イタリア政府の対応
22日にマリオ・モンティ首相は、非常事態宣言を発令して、5千万ユーロを緊急基金として拠出することを決めた。

## 本震後の地震活動
| 日時 (CEST)      | 震央                                                        | 地震の規模 (Mw) |
| ---------------- | ----------------------------------------------------------- | --------------- |
| 05月20日01時13分 | モデナ県フィナーレ・エミーリア                              | 4.1             |
| 05月20日04時03分 | モデナ県フィナーレ・エミーリア                              | 6.0             |
| 05月20日04時06分 | モデナ県フィナーレ・エミーリア                              | 4.8             |
| 05月20日04時07分 | モデナ県フィナーレ・エミーリア                              | 5.1             |
| 05月20日04時11分 | フェラーラ県ボンデーノ                                      | 4.3             |
| 05月20日04時12分 | モデナ県フィナーレ・エミーリア                              | 4.3             |
| 05月20日04時25分 | モデナ県ミランドラ                                          | 4.1             |
| 05月20日04時35分 | フェラーラ県ヴィガラーノ・マイナルダ                        | 4.0             |
| 05月20日04時39分 | モデナ県フィナーレ・エミーリア                              | 4.0             |
| 05月20日05時02分 | モデナ県サン・フェリーチェ・スル・パーナロ                  | 4.9             |
| 05月20日11時13分 | モデナ県フィナーレ・エミーリア                              | 4.2             |
| 05月20日15時18分 | フェラーラ県ヴィガラーノ・マイナルダ                        | 5.1             |
| 05月20日15時21分 | フェラーラ県ボンデーノ                                      | 4.1             |
| 05月20日19時37分 | フェラーラ県ボンデーノ                                      | 4.5             |
| 05月21日16時37分 | モデナ県フィナーレ・エミーリア                              | 4.1             |
| 05月23日23時41分 | モデナ県フィナーレ・エミーリア                              | 4.3             |
| 05月29日09時00分 | モデナ県メドッラ                                            | 5.8             |
| 05月29日09時07分 | モデナ県カヴェッツォ                                        | 4.0             |
| 05月29日09時09分 | モデナ県ノーヴィ・ディ・モーデナ                            | 4.1             |
| 05月29日10時25分 | モデナ県ノーヴィ・ディ・モーデナ                            | 4.5             |
| 05月29日10時27分 | モデナ県サン・フェリーチェ・スル・パーナロ                  | 4.7             |
| 05月29日10時40分 | モデナ県ミランドラ                                          | 4.2             |
| 05月29日11時30分 | モデナ県コンコルディア・スッラ・セッキア                    | 4.2             |
| 05月29日12時55分 | モデナ県サン・ポッシドーニオ                                | 5.3             |
| 05月29日13時00分 | モデナ県ノーヴィ・ディ・モーデナ                            | 4.9             |
| 05月29日13時00分 | モデナ県ノーヴィ・ディ・モーデナ                            | 5.2             |
| 05月29日13時07分 | モデナ県サン・ポッシドーニオ                                | 4.0             |
| 05月31日16時58分 | モデナ県ノーヴィ・ディ・モーデナ レッジョ・エミリア県ローロ | 4.0             |
| 05月31日21時04分 | モデナ県サン・ポッシドーニオ                                | 4.2             |
| 06月03日21時20分 | モデナ県ノーヴィ・ディ・モーデナ                            | 5.1             |
| 06月12日03時48分 | モデナ県ノーヴィ・ディ・モーデナ                            | 4.3             |

## 5月29日の余震
5月29日午前9時(07.00 UTC)にマグニチュード5.8の余震が発生した。震源の深さはミランドラの下5から10キロと見積もられている 。現地時間で12時56分から13時1分の間に一連のマグニチュード5以上の3つの強い余震が発生している。9時の地震と13時の地震の衝撃は北イタリアを経て、アオスタ州 と隣国のオーストリアでも観測されている。この地震のメカニズムは20日に発生したものと同じである。
この地震により、30日までに新たに17人が死亡し、約350人が負傷した。

## その他
地震の原因が油田やガス貯蔵施設、地熱発電所などの掘削活動にあるといった世論を受け、エミリア・ロマーニャ州当局により調査が行なわれ、2014年4月の報告書ではミランドラ油田での採取・注入活動との統計的相関と大地震の発生の一因となった可能性が指摘された。主な被災地はフィナーレ・エミリアやモデナなど。モデナにおいてはteniamo botta（困難な状況でも諦めないで頑張ろうという意味）というスローガンが使われた。

## ギャラリー

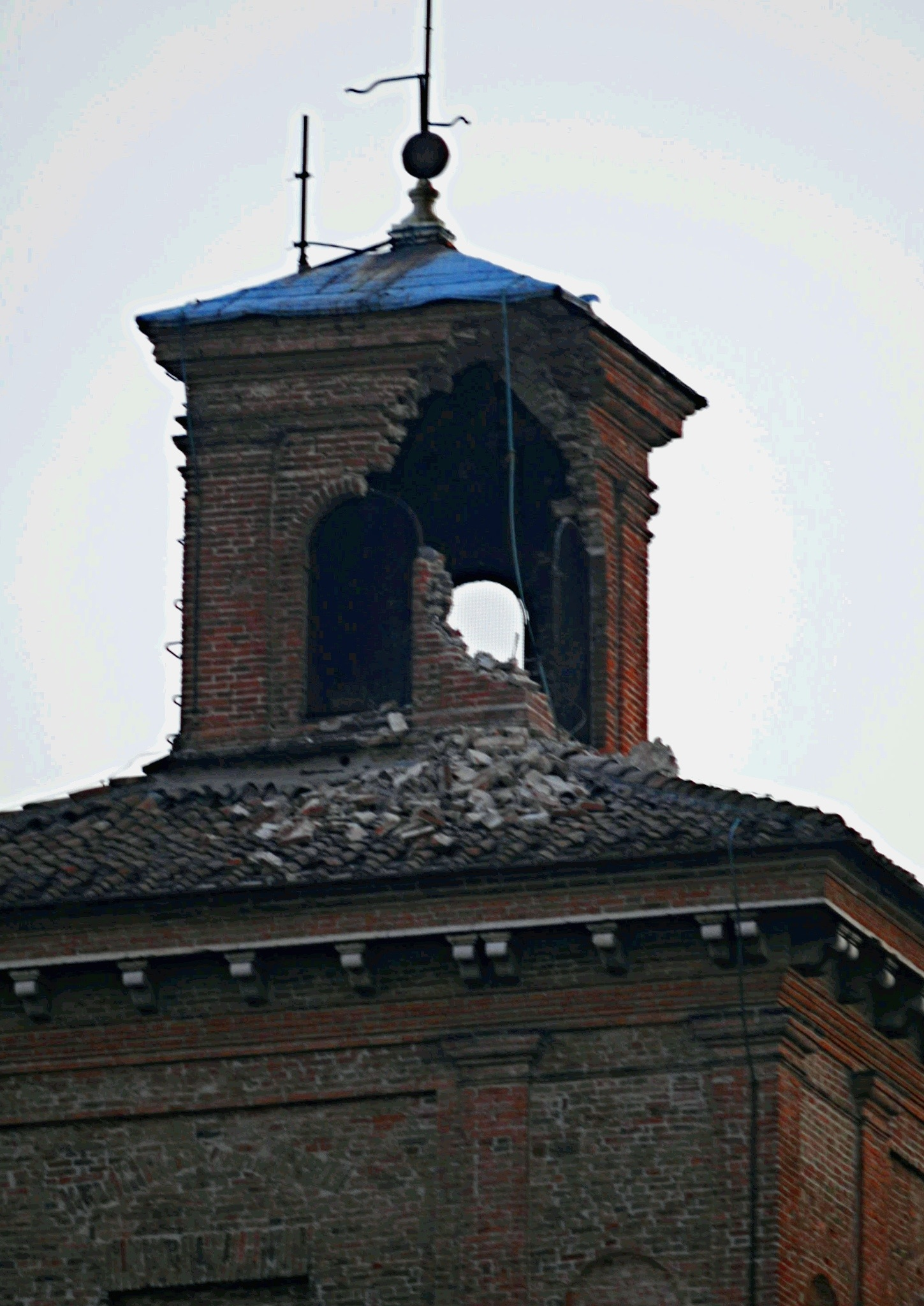
損壊したエステンセ城
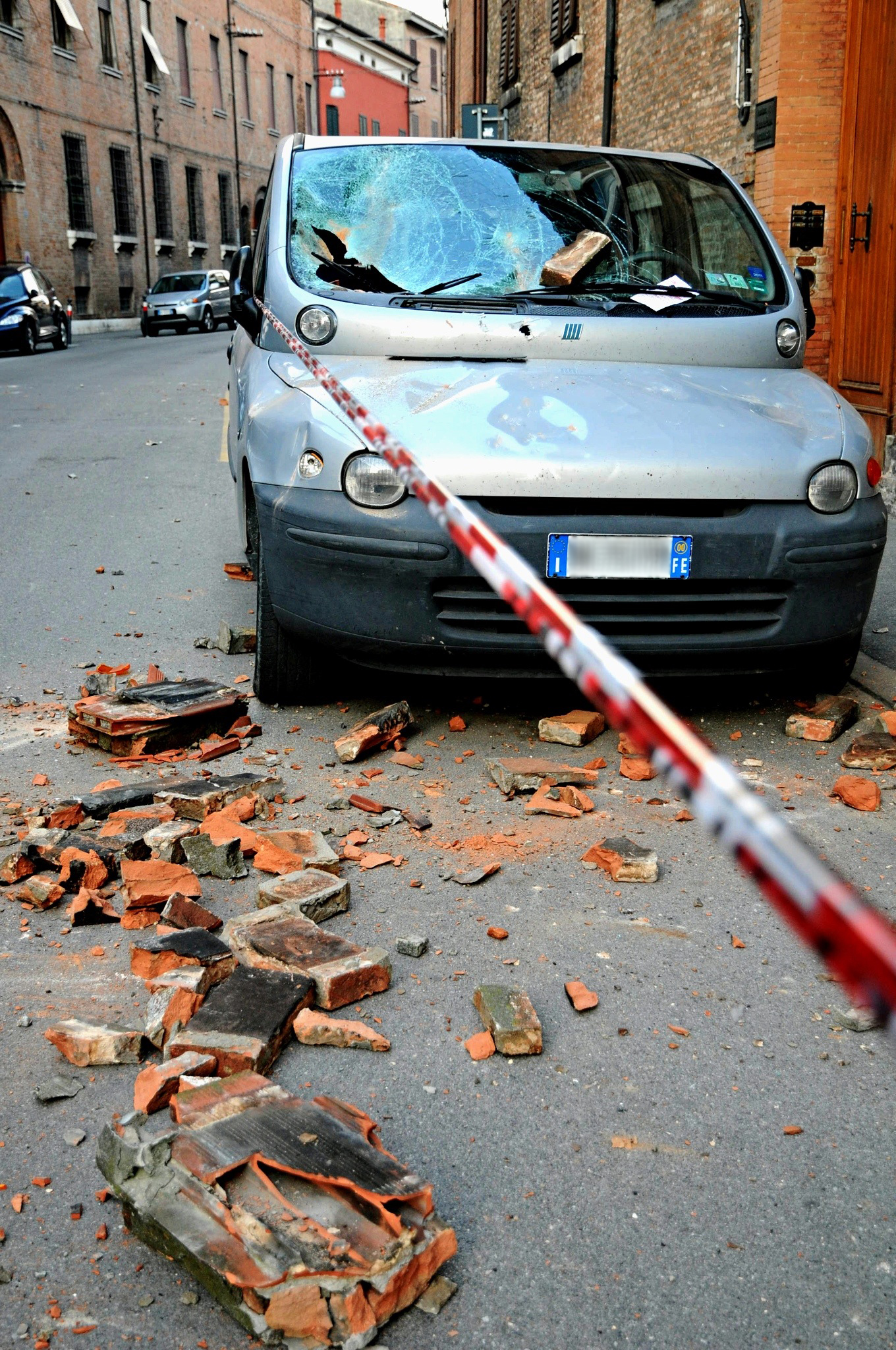
落ちてきたレンガによって破損した車
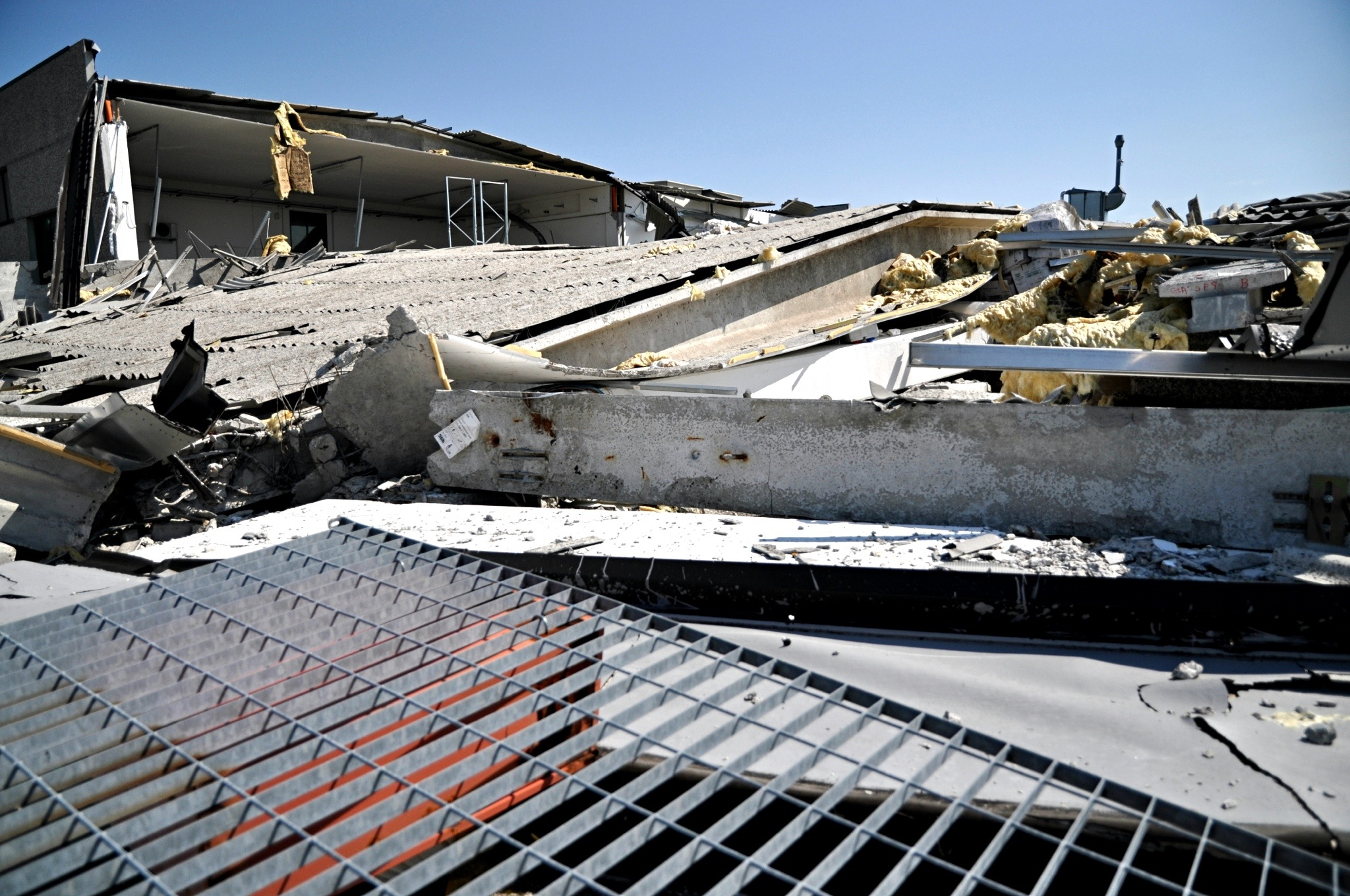
倒壊した会社の社屋
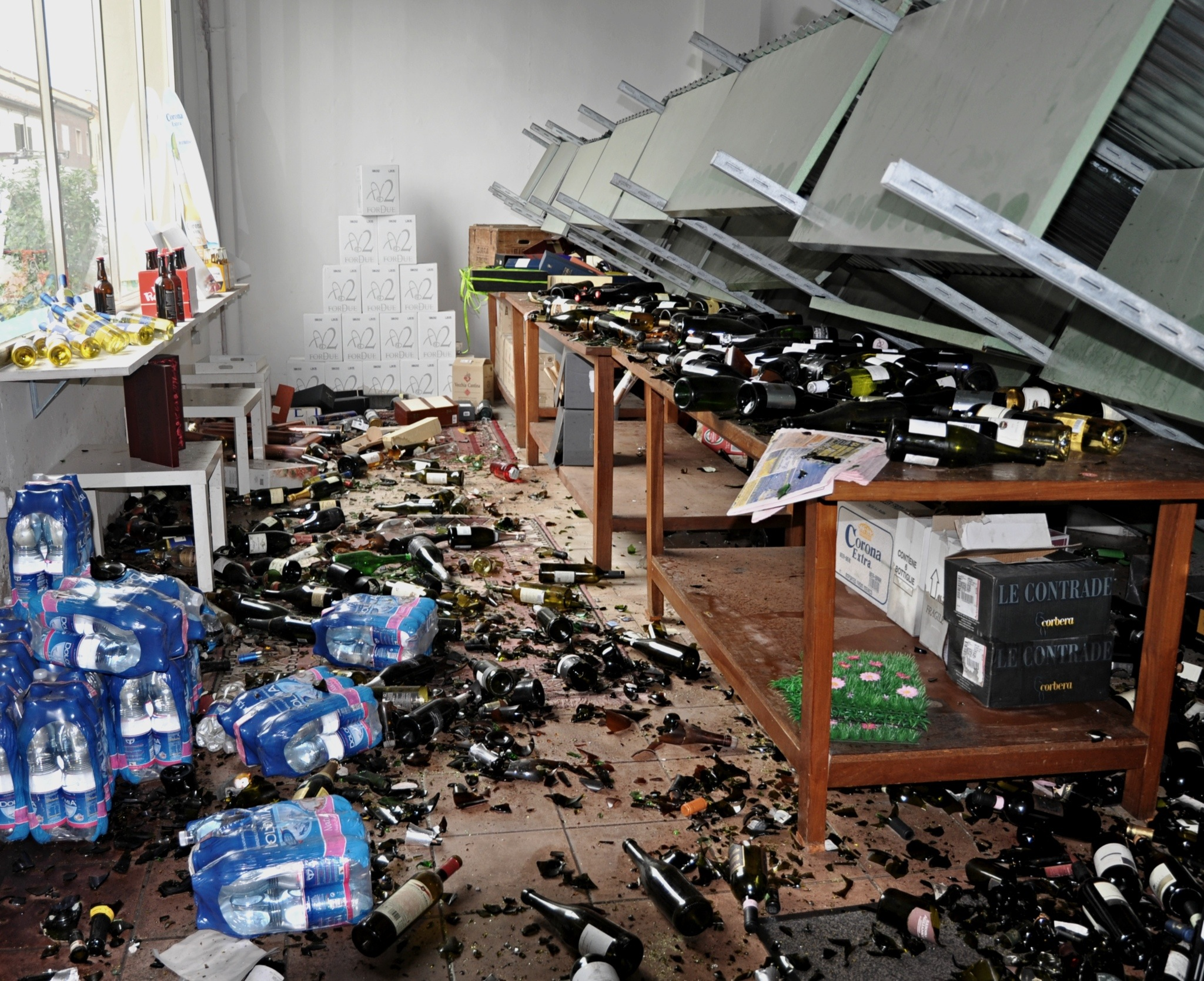
棚から落ちたワイン類
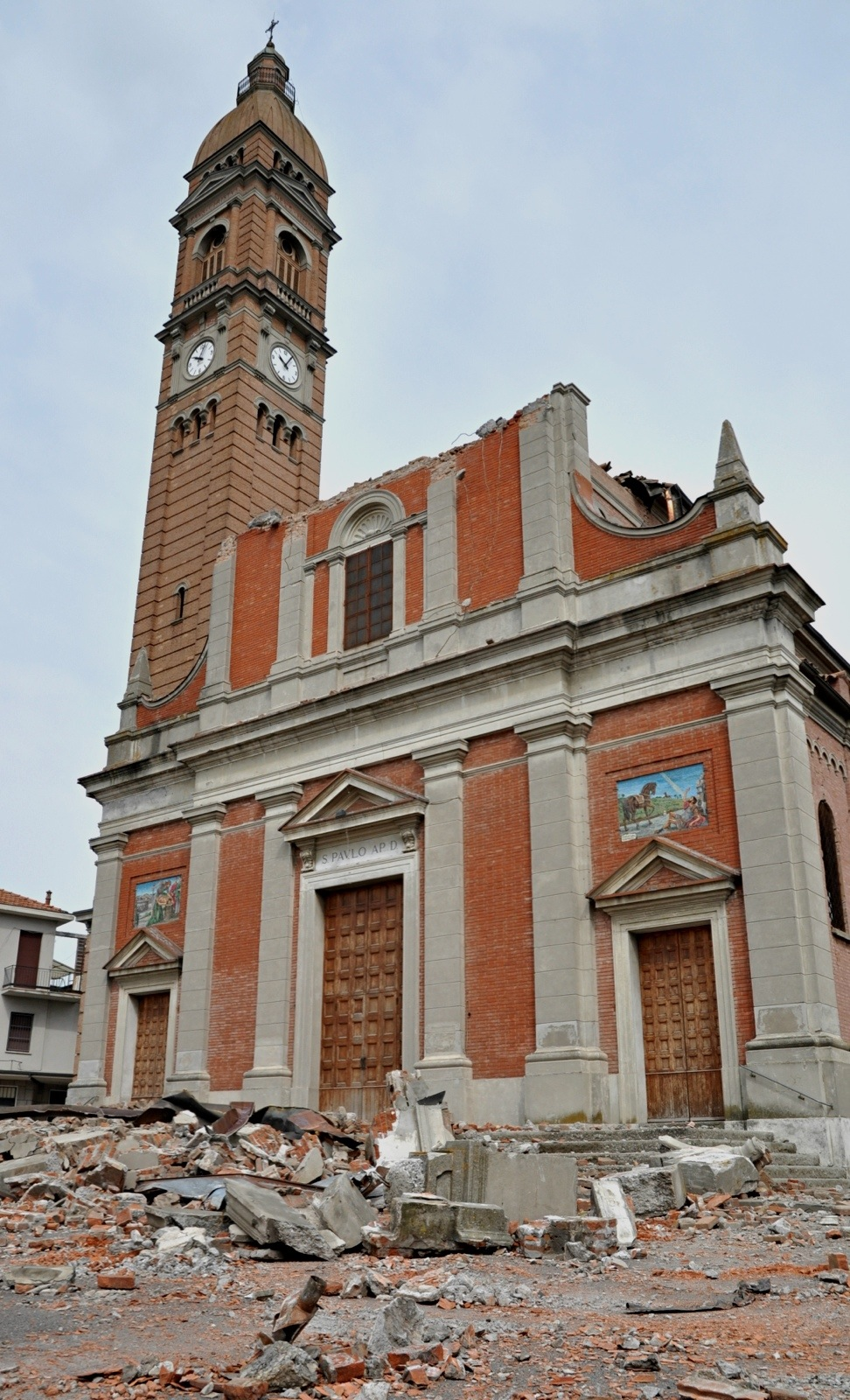
損壊したフェラーラ県ミラベッロのサン・パオロ教会
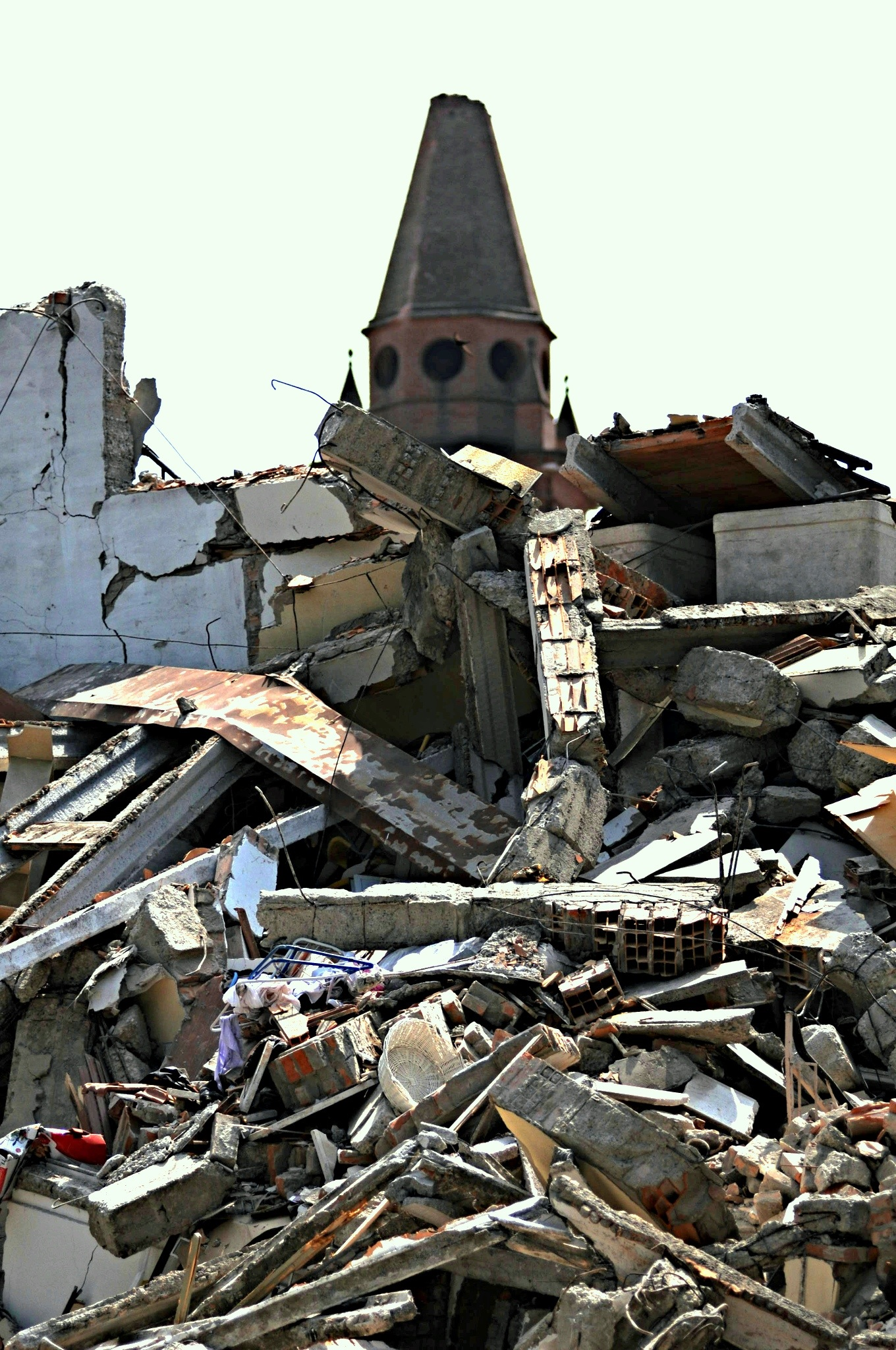
モデナ県カヴェッツォの様子